# Miconia perelegans
Miconia perelegans är en tvåhjärtbladig växtart som beskrevs av Ignatz Urban. Miconia perelegans ingår i släktet Miconia och familjen Melastomataceae. IUCN kategoriserar arten globalt som sårbar. Inga underarter finns listade i Catalogue of Life.